# Lárusson
Lárusson ist ein isländischer Name.

## Bedeutung
Der Name ist ein Patronym und bedeutet Sohn des Lárus. Die weibliche Entsprechung ist Lárusdóttir (Tochter des Lárus).

## Namensträger
- Bjarni Lárusson (* 1976), isländischer Fußballspieler
- Daði Lárusson (* 1973), isländischer Fußballspieler
- Einar Daði Lárusson (* 1990), isländischer Leichtathlet
- Georg Lárusson (* 1959), isländischer Konteradmiral
- Guðmundur Lárusson (1925–2010), isländischer Leichtathlet
- Sigurður Egill Lárusson (* 1992), isländischer Fußballspieler